# University of Oklahoma Women's Volleyball
La University of Oklahoma Women's Volleyball è la squadra di pallavolo femminile appartenente alla University of Oklahoma, con sede a Norman (Oklahoma): milita nella Southeastern Conference della NCAA Division I.

## Storia
Il programma di pallavolo femminile della University of Oklahoma viene fondato nel 1974. Dopo aver aderito alla NCAA Division I, tra il 1976 e il 1995 fa parte della Big Eight Conference, conquistando un titolo di conference; in ambito nazionale, invece, il miglior risultato sono le Elite Eight raggiunte nel 1988. 
Dal 1996 le Sooners giocano nella Big 12 Conference, partecipando sporadicamente alla post-season, superando i primi due turni solo nel 2006, anno in cui si fermano alle Sweet sixteen.

## Record
| Piazzamento          |    | Edizione                                            |
| -------------------- | -- | --------------------------------------------------- |
| Tornei NCAA          | 13 | Elite Eight: 1 1988                                 |
| Tornei NCAA          | 13 | Sweet Sixteen: 1 2006                               |
| Tornei NCAA          | 13 | Secondo turno: 6 1997, 2007, 2010, 2012, 2013, 2024 |
| Tornei NCAA          | 13 | Primo turno: 5 1987, 2009, 2011, 2014, 2019         |
| Titoli di conference | 1  | Big Eight Conference: 1 1987                        |

## Conference
- Big Eight Conference: 1976-1995
- Big 12 Conference: 1996-2023
- Southeastern Conference: 2024-

## All-America

### Second Team
- Sallie McLaurin (2012)

### Third Team
- Eliane Santos (2006)
- Brianne Barker (2010, 2011)
- Sallie McLaurin (2011)
- Alexis Shelton (2024)

## Allenatori
- Amy Dahl: 1974-1977
- Miles Pabst: 1978-1999
- Kalani Mahi: 2000-2003
- Santiago Restrepo: 2004-2017
- Lindsey Gray: 2018-